# 206 Hersilia
För andra betydelser, se Hersilia (olika betydelser).
206 Hersilia eller 1961 WG är en asteroid i huvudbältet som upptäcktes den 13 oktober 1879 i Clinton, New York av den tysk-amerikanske astronomen Christian H. F. Peters, som upptäckte närmare femtio asteroider, småplaneter och kometer. Asteroiden namngavs efter Hersilia, en viktig figur i romersk mytologi. 206 Hersilia har klassificerats som en mörk asteroid av C-typ, mycket rik på olika karbonatmineral.
Mätningar gjorda med Infrared Astronomical Satellite fastställde diametern till 101,72 ± 5,18 km och en geometrisk albedo på 0,06 ± 0,01. Detta kan jämföras med mätningar gjorda på Spitzer Space Telescope, vilka gav värden på 97,99 ± 7,40 km respektive 0,06 ± 0,02.